# Конан-варвар (фільм, 2011)
«Конан-варвар» (англ. Conan the Barbarian) — американський кінофільм режисера Маркуса Ніспела, що вийшов на екрани в 2011 році.

## Сюжет
Природа наділила його силою. Загибель батька зробила його лютим. Великий кімерійський воїн Конан вирушає у далеку мандрівку, щоб здійснити помсту за кров свого роду. Та пошуки, які починаються як особиста вендета, незабаром обертаються епічною сутичкою з надприродними силами, що поневолили народи великої Гайборії. Кімерійський воїн — остання надія на порятунок.

## У ролях
| Актор          | Роль      |
| -------------- | --------- |
| Джейсон Момоа  | Конан     |
| Рейчел Ніколс  | Тамара    |
| Стівен Ленг    | Халар Зім |
| Роуз Мак-Гавен | Марік     |
| Саїд Тагмауї   | Ела-Шан   |
| Рон Перлман    | Корін     |
| Боб Сапп       | Укафа     |
| Натан Джонс    | Ахун      |
| Нонсо Анозі    | Артус     |
| Стів О'Доннелл | Люціус    |

## Знімальна група
- Режисер — Маркус Ніспел
- Сценарист — Томас Дін Доннеллі, Джошуа Оппенхаймер, Шон Худ
- Продюсер — Джон Балдеччі, Боаз Девідсон, Джо Гатта
- Композитор — Тайлер Бейтс